# Genova Property Group
Genova Property Group AB är ett svenskt fastighetsföretag med säte i Stockholm, som förvaltar kommersiella, samhälls- och bostadsfastigheter i Storstockholm och Uppsala.
Genova Property Group hade i slutet av 2020 55 fastigheter med omkring 187 000 kvadratmeter uthyrningsbar yta. Det är sedan 2020 noterat på Stockholmsbörsens huvudlista.